# Памятник дворнику (Уфа)
Памятник дворнику в человеческий рост установлен в городе Уфе, на проспекте Октября, перед входом в ЦТиР «МИР».

## История
Памятник дворнику был установлен 12 ноября 2007 г. Его автором выступил скульптор Халит Галиуллин. Памятник сделан из бронзы и весит 300 кг. Изготовлен памятник в г. Жуковском, работы продолжались в течение двух месяцев.
По словам автора памятника, в своё время подрабатывавшего дворником:
Я не стремился придать своей скульптуре сходство с каким-то конкретным дворником — это собирательный образ. Работу эту я знаю не понаслышке — в студенчестве сам подрабатывал дворником
Памятник был открыт 16 ноября 2007 г. В конкурсе «Семь чудес Советского района Уфы» в 2011 г. памятник занял 5-е место.